# Jolosjärvi
Jolosjärvi är en sjö i kommunen Uleåborg i landskapet Norra Österbotten i Finland. Sjön ligger 73,4 meter över havet. Arean är 1,15 kvadratkilometer och strandlinjen är 7,5 kilometer lång. Sjön  ingår i Kiminge älvs huvudavrinningsområde.   Den ligger omkring 34 kilometer nordöst om Uleåborg och omkring 560 kilometer norr om Helsingfors. 